# Дејан Лазаревић
Дејан Лазаревић је босанскохерцеговачки певач и музичар рођен у Сарајеву. Заједно са Алмом Чарџић представљао је Босну и Херцеговину на Песми Евровизије 1994. у Даблину са песмом Остани крај мене.
Рођен је у у музичкој породици, а поред певања свира и флауту. Почетком 1990-их објавио је дебитантски сингл City of Defiance.